# Костянтин II (король Шотландії)
Костянтин II (874 — 952) — король Альби та піктів у 900–943 роках, завершив підкорення гірських племен. Саме при ньому титул став звучати як король Скотів (Шотландії).

## Життєпис

### Молоді роки
Походив з династії МакАльпінів. Син Аеда, короля Альби та піктів. Після загибелі свого батька у 878 році разом із матір'ю втік до Ірландії, де мешкала тітка Костянтина. Він повернувся у 889 році разом з Дональдом, сином Костянтина I. Сприяв тому у поваленні короля Йокейда.
Весь час правління Дональда II сприяв придушенню повстань піктів та чинив спротив вторгненню норманів та данів. Після смерті короля у 900 році Костянтин отримав корону Альби.

### Початок володарювання
Перші роки володарювання Констянтину II довелося знову протидіяти нападам вікінгів, які тепер атакували з Дубліну та о. Мен. З 900 до 904 року вони пограбували й сплюндрували південно-західну частину королівства. При цьому у 902 році спалили важливе місто Данкельд. Втім у 904 році при Сконе король переміг супротивників.
Разом з протидією іноземному вторгненню король намагався придушити спротив піктів. Для цього він у 906 році у м. Сконе замирився з єпископами гельської церкви, які підтримали Костянтина II як короля. Навзаєм вони отримали розширення своїх прав (послаблення контролю з боку держави) та привілеї. Підкорені північні землі поділив на графства, якими керували мормери.
Зміцнення становища в середині країни дало змогу перейти в наступ у зовнішній політиці. Було укладено союзи з королівствами Мерсією (в Англії) та Манстер (в Ірландії) проти норманів та данів. У результаті до 915 року союзникам вдалося завдати вікінгам значних поразок, перш за все в Нортумбрії та Лейстері, а також захопити Дублін. Втім нормани у 917 році відвоювали останній. Водночас у 914 та 918 роках Костянтин II у битвах при Корбріджі зазнав поразок від данів з Нортумбрії.
Після цього Костянтин II в цілому підтримував політику короля Едуарда Старшого у боротьбі з данами. У 920 році визнав себе його васалом, проте це було лише формальність.

### Війни проти англосаксів
Після смерті Едуарда Костянтин II став підтримувати данів, що спричинило конфлікт з наступником Едуарда Старшого — Етельстаном. Його було залагоджено у 927 році відмовою Костянтина II підтримувати війська данів.
З цього моменту упродовж 7 років у джерелах немає жодних відомостей про англійсько-шотландські зв'язки, тому незрозуміло, що стало у 934 році причиною великого походу, організованого Етельстаном до Шотландії. Армія англосаксів до 28 травня зібралась у Вінчестері і, вирушивши у похід під командуванням самого короля Етельстана, 7 червня досягла Ноттінгема. Звідси Етельстан вирушив проти короля Стратклайду Еогана I і завдав йому поразки, потім вторгся до володінь короля Костянтина II й досягнув Дуннотара й Фортріу, у той час як його флот здійснив напад на Кейтнесс. Військо англосаксів розграбувало всі області Шотландії, якими воно пройшло. 13 вересня 934 року у Букінгемі було підписано хартію, за якою Костянтин II визнавав над собою верховну владу короля Етельстана.
У 935 році король Шотландії був присутнім на зібраному Етельстаном у Кіренчестері Вітенагемоті й тут, серед інших підпорядкованих Етельстану правителів, підписав видану королем Англії хартію.
Втім Костянтин II не змирився із поразкою. Він уклав спрямований проти Етельстана союз із Еоганом I, королем Стратклайду, Олафом Гутфрітссоном, королем Дубліна. У 937 році військо союзників, до якого приєднались кілька дрібних валлійських та бритських володарів, вдерлося до володінь Етельстана. Їм назустріч вийшло військо англосаксів на чолі з королем Етельстаном та його братом Едмундом. Вирішальна битва відбулася під Брунанбургом, в якій Костянтин II та його союзники зазнали нищівної поразки. У цій битві загинув молодший син шотландського короля.

### Останні роки
Після цього Костянтин II змирився із залежністю від королів англосаксів. Більшу увагу зосередив на відновленню своєї влади всередині країни. Втім поразки у зовнішній політиці спричинили до зречення короля у 943 році. Він як ченець оселився в монастирі в Сент-Ендрюсі, який було засновано за наказом Костянтина. Згодом став ігуменом монастиря. Тут він й помер у 952 році.

## Родина
- Індальф
- Келлах (д/н—937)
- донька, дружина Олафа Гутфрітссона, короля Дубліна